# Francis Xavier Atencio
Francis Xavier Atencio, né le 4 septembre 1919 à Walsenburg (Colorado) et mort le 10 septembre 2017, plus connu sous le nom d'X Atencio, est un animateur, scénariste, compositeur et Imagineer américain de la Walt Disney Company.

## Biographie
Francis Xavier Atencio est né le 4 septembre 1919 à Walsenburg (Colorado).
X Atencio entre aux studios d'animation de Walt Disney Pictures en 1938 comme intervalliste, artiste de layout et concepteur de personnages.
Par la suite, il évolua très rapidement en intégrant le département de l’écriture et de la création. Il écrira le scénario en se basant sur une histoire originale de lui-même de A Symposium on Popular Songs, en étant également directeur artistique. Avec son collègue et ami réalisateur-animateur Bill Justice, ils se spécialisèrent dans l'animation en volume, ou autrement, le Stop Motion (Noah's Ark, Jack and Old Mac, Babes in Toyland).
Walt Disney, impressionné par le talent époustouflant des deux artistes, leur sollicite leur collaboration pour Mary Poppins. Justice et Atencio créèrent la célèbre et enthousiaste séquence de la nurserie, dont ils ont créé le storyboard, la conception et l’animation.
Atencio participa à l’écriture de l’histoire et du scénario de Winnie l'ourson et l'Arbre à miel et Les Aventures de Winnie l'ourson, co-réalisés par Wolfgang Reitherman et John Lounsbery.
Il travailla dans les studios d'animation de Walt Disney Pictures de 1938 à 1965, année où il intégra WED Entreprises afin d'aider à la conception des décors du diorama Primeval World du Disneyland Railroad. Il contribua ensuite à la conception de plusieurs attractions :
- Pour Pirates of the Caribbean, il écrivit le script dont la célèbre chanson Yo Ho (A Pirate's Life for Me) et donna sa voix à la tête de pirate de l'entrée[3].
- travailla sur Adventure Thru Inner Space
- Pour Haunted Mansion, il écrivit le script de Haunted Mansion dont le thème musical Grim Grinning Ghosts[4] et donna sa voix à l'annonce sonore d'interruption temporaire de l'attraction (à Disneyland uniquement) - Playful spooks have interrupted our tour...please remain seated in your Doom Buggies.

Il prit sa retraite de la Walt Disney Company en 1984 et fut nommé « Disney Legend » en 1996.
Il meurt le 10 septembre 2017,,.

## Filmographie

### Divers
- 1961 : A Symposium on Popular Songs (scénario, histoire originale et direction artistique)
- 1964 : Mary Poppins : conception, animation, storyboard et création de la séquence d'animation Stop-motion de la nurserie (avec Bill Justice)
- 1966 : Winnie l'ourson et l'Arbre à miel (scénario et histoire originale avec Ted Berman, Larry Clemmons, Ken Anderson, Eric Cleworth, Vance Gerry, Winston Hibler, Julius Svendsen et Ralph Wright)
- 1977 : Les Aventures de Winnie l'ourson : (scénario et histoire originale avec Ted Berman, Larry Clemmons, Ken Anderson, Eric Cleworth, Vance Gerry, Winston Hibler, Julius Svendsen et Ralph Wright)

### Animation
- Fantasia (1940), assistant animateur
- Toot Whistle Plunk and Boom (1953)
- The Mickey Mouse Club, épisode n° 1.4 (1955), layout
- Jack and Old Mac (1956), styliste personnages
- A Cowboy Needs a Horse (1956), layout
- The Truth About Mother Goose (1957), layout
- Noah's Ark (1959), animateur
- Babes in Toyland (1961), layout